# Бетвизен
Бетвизен (нем. Bettwiesen) — коммуна в Швейцарии, в кантоне Тургау. 
Входит в состав округа Мюнхвилен. Население составляет 1046 человек (на 31 декабря 2007 года). Официальный код  —  4716.